# Huangshi, Fujian
Huangshi (kinesiska: 黄石) är en köping i sydöstra Kina. Den ligger i stadsdistriktet Licheng i staden Putian i provinsen Fujian,  omkring 81 kilometer söder om provinshuvudstaden Fuzhou. Antalet invånare är 148 842. Befolkningen består av 73 348 kvinnor och 75 494 män. Barn under 15 år utgör 16,0 %, vuxna 15-64 år 76 %, och äldre över 65 år 7,0 %.